# Матрас, Кристиан
Кристиан Матрас (фар. Christian Matras, 7 декабря 1900 — 16 октября 1988) — фарерский лингвист и поэт; первый фаререц, получивший звание профессора.

## Биография
Матрас родился в 1900 году в поселении Видарейди на фарерском острове Видой. Его фамилия происходила из семьи французских иммигрантов. Получив начальное образование, в 1912 году он был зачислен в школу Торсхавна, где обучался вместе с Вильямом Хейнесеном и Йоргеном-Францем Якобсеном. В 1917 году он переехал в Данию и вскоре поступил в Университет Копенгагена, где в 1933 году защитил докторскую диссертацию, а в 1952 году стал профессором лингвистики, став первым фарерцем, получившим звание профессора. В 1965 году он вернулся на Фареры и возглавил факультет фарерского языка в Университете Фарерских островов.
Матрас внёс значительный вклад в изучение фарерской литературы и культуры, а также фарерского языка. В 1921 году совместно с Йоргеном-Францем Якобсеном им был выпущен Фарерско-датский словарь, а в 1961 году — его второе издание. Матрас известен своими переводами книг, а также считается одним из наиболее выдающихся поэтов Фарер.
Скончался он в 1988 году в возрасте 87 лет.